# Giuseppe Gasparo Mezzofanti
Giuseppe Gasparo Mezzofanti (Bolonya, 19 de setembre de 1774, † Roma, 15 de març de 1849) va ser un cardenal i lingüista italià.

## Biografia
Nascut en una família d'origen humil, va demostrar des de la més tendra infància una memòria superior al normal, una fina oïda musical, i una extraordinària capacitat d'aprenentatge de llengües estrangeres.
Va freqüentar les Escoles Pies de la seva ciutat natal, es va posar en contacte amb molts missioners jesuïtes hostes dels Estats Pontificis a causa de la supressió de l'orde. Dialogant amb ells va aprendre ràpidament el suec, l'alemany, el castellà i diversos dialectes sud-americanes (el jove Pablo Tac li va escriure una gramàtica del luiseño). Va aprendre també les llengües mortes que va estudiar a l'escola.
Va estudiar al seminari, va acabar els estudis de filosofia i teologia molt abans de l'edat mínima reglamentària per l'ordenacio sacerdotal. Mentrestant es va dedicar a l'estudi de les llengües orientals.
En 1797, a l'edat de 23 anys, és ordenat sacerdot i assumeix la càtedra d'hebreu, àrab, llengües orientals i grec a la Universitat de Bolonya.
Entre 1799 i 1800 va assistir als hospitals als ferits estrangers dels enfrontaments amb l'exèrcit napoleònic, la qual cosa va aprofitar per captar diversos idiomes europeus. Es va fer confessor dels turistes i viatgers que passaven per la ciutat.
En 1806 va refusar la invitació de Napoleó a establir-se a París. Anteriorment havia refusat prestar jurament de fidelitat a la República Cisalpina. En 1814 rebutja així mateix la invitació del papa Pius VII. No obstant això, en 1831 accepta la petició del papa Gregori XVI de posar les seves facultats al servei de la Congregació per l'Evangelizació dels Pobles.
El contacte amb l'ambient cosmopolita de Roma, entre missioners i savis procedents de cada angle de l'Església catòlica, va permetre Mezzofanti aprendre molts altres idiomes.
En el seu afany d'estudiar idiomes, solament el xinès li va suposar veritable esforç: això li va obligar a passar quatre mesos d'estudi abans de sentir-se un fluid parlant d'aquesta llengua. Des d'aquell moment, el pare Umpierres, anteriorment missioner a Macau i professor de llengua en la Congregació per l'Evangelizació dels Pobles, va conversar amb ell en xinès, confirmant oficialment el seu ple domini del xinès mandarí.
Gregori XVI es va fer el seu amic i protector, i li va elevar al rang de cardenal en el consistori del 12 de febrer de 1838.
Va morir en Roma en 1849. El seu monument fúnebre es troba a l'església de Sant'Onofrio al Gianicolo, a Roma.

## Testimoniatges
A Mezzofanti se'l descriu comunament com un home sense particulars ambicions, excepte les de dedicar-se a cura de les ànimes, a la docència universitària i a l'estudi quotidià d'idiomes.
Diverses personalitats contemporànies han dit d'ell:
- Lord Byron, poeta anglès, es va trobar amb Mezzofanti a Bolonya i va declarar haver conegut "un monstre de les llengües... que havia d'haver existit en temps de la Torre de Babel com a intèrpret universal".
- *August Wilhelm Kephalides, professor de la Universitat de Breslau, en el relat del seu viatge a Itàlia descriu la trobada amb un excepcional poliglot que entusiasma als intel·lectuals bolonyesos i "parla perfectament l'alemany sense haver viatjat mai fora d'Itàlia".
- Matteo Pisani, intèrpret de l'ambaixada russa en Itàlia i entre els màxims coneixedors de llengües eslaves i orientals del seu temps, visita Mezzofanti per comprovar si la seva fama és o no merescuda, quedant sorprès.
- Pare Charles William Russel, estudiós irlandès i amic de John Henry Newman, solia veure's amb Mezzofanti i es va quedar impressionat per la seva capacitat d'expressar-se amb finura i sense errors en gaèlic, anglès i en els principals dialectes de Gran Bretanya. I després de la mort de Mezzofanti es va escriure la seva biografia, considerada per alguns la millor, recopilant documents i testimoniatges directes.

El mateix Russel va afirmar que Mezzofanti va arribar a escriure i parlar gairebé perfectament 38 llengües, entre les quals figuren l'hebreu, l'àrab, el neo-arameu-caldeu, el copte, l'armeni antic i el modern, el persa, el turc, l'albanès, el maltès, el grec clàssic i modern, el llatí, el castellà, el portuguès, el francès, l'alemany, el suec, l'anglès, el rus, el polonès, el txec, el magiar, el xinès, el siríac, el Ge'ez, l'amhàric, l'hindi, el gujarati, el basc, el romanès. També dominava amb menor seguretat quaranta idiomes (a més d'un nombre no precisat de dialectes), fent un total de 78 idiomes. Menys destresa tenia amb el sanscrit, el malai, el tibetà, l'islandès, el sami, el rutè, el frisó, el letó, el còrnic, el quítxua, el bambara: era capaç només de llegir-los, però no de parlar-los.